# مرد عنکبوتی ۳ (بازی ویدئویی)
مرد-عنکبوتی ۳ یک بازی ویدئویی محصول سال ۲۰۰۷ به سبک اکشن-ماجراجویی بر اساس شخصیت مرد عنکبوتی از مارول کامیکس و همچنین فیلم مرد عنکبوتی ۳ است. این بازی برای پلت‌فرم‌های گیم بوی ادونس، مایکروسافت ویندوز، نینتندو دی‌اس، پلی‌استیشن ۲، وی، اکس‌باکس ۳۶۰ و پلی‌استیشن ۳ در تاریخ ۴ مه ۲۰۰۷ منتشر شد. نسخه پلی‌استیشن همراه نیز در ۱۷ اکتبر ۲۰۰۷، در دسترس قرار گرفت.
در این بازی شخصیت‌های بسیاری از کمیک بوک‌های مرد عنکبوتی حضور داشتند؛ اما مانند فیلم، برای همه سکوها، ۳ هماورد اصلی عبارتند از: گابلین جدید، مرد شنی و ونوم.
توبی مگوایر، جیمز فرانکو، توماس هیدن چرچ، توفر گریس و جی. کی. سیمونز همگی به جای نقش‌هایشان در فیلم، صداگذاری را بر عهده گرفتند؛ اما به جای شخصیت مری جین واتسون که بازی کردن نقش او در فیلم بر عهده کیرستن دانست بود، کاری والگرن گویندگی کرده‌است.

## بازتاب‌ها
| گردآورنده | امتیاز                                                                                                 |
| --------- | --- |
| متاکریتیک | (DS) 79/100 (GBA) 68/100 (X360) 63/100 (PC) 62/100 (PS3) 60/100 (Wii) 53/100 (PSP) 52/100 (PS2) 50/100 |

| ناشر                      | امتیاز                                                                                       |
| ------------------------- | -------------------------------------------------------------------------------------------- |
| اج                        | 3/10                                                                                         |
| الکترونیک گیمینگ مانثلی   | 6.33/10                                                                                      |
| یوروگیمر                  | 6/10                                                                                         |
| گیم اینفورمر              | 8/10 (Wii) 6.5/10                                                                            |
| گیم‌پرو                    | 4.25/5 (Wii) 3/5                                                                             |
| گیم رولیشن                | (Wii) C D+                                                                                   |
| گیم‌اسپات                  | (DS) 8/10 (GBA) 6.9/10 6.6/10 (PC) 6.3/10 (PS2 & Wii) 4.7/10                                 |
| گیم‌اسپای                  | (DS) · (PS2 & Wii)                                                                           |
| گیم‌تریلرز                 | 6.7/10 (Wii) 5.3/10                                                                          |
| گیم‌زون                    | (DS) 8.6/10 (PS3) 8.3/10 8/10 (PC) 6.8/10 (PS2) 4/10                                         |
| آی‌جی‌ان                    | (DS) 8.1/10 (X360) 6.9/10 (PS3, GBA) 6/10 (PC) 5.7/10 (PS2) 3.5/10 (PSP) 4.7/10 (Wii) 5.7/10 |
| نینتندو پاور              | (DS) 7/10 (Wii) 6/10                                                                         |
| اواکس‌ام (ایالات متحده)    | 6.5/10                                                                                       |
| پی‌سی گیمر (ایالات متحده)  | 52%                                                                                          |
| The A.V. Club             | C−                                                                                           |
| The Sydney Morning Herald | [ ۵۰ ]                                                                                       |

بازی مرد عنکبوتی ۳ به طور کلی نقدهای مثبت و متوسطی با توجه به نقد متاترینیک دریافت کرد.